# قاو جينغ
قاو جينغ (بالصينية: 高静) هي لاعبة رماية صينية، ولدت في 18 سبتمبر 1975 في تيانجين في الصين.

## وصلات خارجية
- قاو جينغ على موقع الاتحاد الدولي (الإنجليزية)
- قاو جينغ على موقع أوليمبيديا (الإنجليزية)